# 17-я механизированная бригада (1-го формирования)
17-я механизированная бригада (17-я мбр) — воинское соединение автобронетанковых войск в РККА Вооружённых Сил СССР.

## История
Бригада сформирована в 1935 г. в Киевском военном округе.
Бригада вооружалась лёгкими танками БТ. Дислоцировалась бригада в г. Проскуров Винницкой области Украинской ССР.
Танковое соединение вошло в состав Проскуровского гарнизона и явилось мощным средством усиления войск приграничного Проскуровского укреплённого района.
В середине 1938 в автобронетанковых войсках была проведены перенумерация и переименование соединений и переход их на новые штаты. 17-я механизированная бригада получила название 23-я легкотанковая бригада. С 26 июля 1938 бригада вошла в состав Винницкой армейской группы.

## Полное название
17-я механизированная бригада

## Подчинение
- Киевский военный округ (1935 — 26.7.1938)
- Киевский Особый военный округ (26.7.1938)

## Командование
Командиры бригады:
- Куркин, Алексей Васильевич, полковник, (1935? — ?).

Заместитель командира бригады по политической части, Военный комиссар:
- Грезнев, Николай Феофилович, полковой комиссар, (до 3.06.40).

Заместитель командира бригады по строевой части:
- Петров, Иван Иванович, полковник, (до 20.07.40).

Начальник штаба бригады:
- Попов, Николай Алексеевич, полковник (до 20.07.40).

Помощник начальника штаба
- Свиридов, Андрей Георгиевич, майор, (до 19.07.40).

Начальник разведывательной части
- Шевцов, Виктор Васильевич, майор (до 19.07.40).

Начальник части связи
- Исаев, Александр Максимович, майор (до 19.07.40).

Начальник строевой части
- Химочкин, Андрей Павлович, старший лейтенант (до 19.07.40).

Начальник 5-й части (тыл бригады):
- Буренков, Иван Степанович, майор, (до 19.07.40).

Начальник химической службы:
- Зильберман, Арон Евсеевич, капитан (до 19.07.40).

Начальник артиллерии
- Булавинец, Михаил Андреевич, майор, (до 20.07.40).

Начальники политического отдела:
- И. К. Левушкин (1936).
- Погребинский, Израиль Аронович, полковой комиссар (до 3.06.40).

## Состав
В 1935—1938:
- управление бригады
- 1-й отдельный танковый батальон
- 2-й отдельный танковый батальон
- 3-й отдельный танковый батальон
- 17-й отдельный учебный танковый батальон
- 17-й отдельный стрелковый батальон
- 17-й отдельный разведывательный батальон
- 17-й отдельная рота связи
- 17-й отдельный ремонтно-восстановительный батальон
- 17-й отдельная автотранспортная рота
- 17-й отдельный батальон боевого обеспечения

## Боевая деятельность
1935 год:
В Киевском ВО в г. Проскуров Винницкой области Украинской ССР сформирована 17-я механизированная бригада.
Командование бригады:
- Командир бригады А. В. Куркин.
- Заместитель командира бригады по политической части Н. Ф. Грезнев.
- Помощник командира бригады по строевой части И. И. Петров.
- Начальник штаба бригады Н. А. Попов.

В сентябре состоялись присвоения персональных воинских званий:
командиру бригады А. В. Куркину — полковник, помощнику командира бригады по строевой части И. И. Петрову — полковник, заместителю командира бригады по политической части Н. Ф. Грезневу — полковой комиссар, начальнику штаба Н. А. Попову — полковник.
Социалистическое соревнование всё больше входило в процесс боевой и политической подготовки личного состава округа. Оно проводилось под лозунгами: «Все коммунисты и комсомольцы — отличные стрелки!», «Ни одного отстающего в огневой подготовке!».
Успехи соединения в боевой и политической подготовке были отмечены в приказе командующего войсками округа И. Э. Якира. Командующий войсками говорил, что достигнуты они благодаря дисциплинированности и сознательности командиров и начальников, их настойчивому стремлению к добросовестному выполнению своих служебных обязанностей и в результате большой идейно-воспитательной работы, которую проводили командиры, политические работники, партийные и комсомольские организации среди личного состава.
За примерность в воинской дисциплине комсомольцев бригады комсомольская организация награждена переходящим Красным знаменем ЦК Ленинского Коммунистического Союза Молодёжи Украины и Революционного Военного Совета округа.
1936 год:
1 января
17-я мбр дислоцировалась в гарнизоне г. Проскуров. Бригада имела на вооружении быстроходных лёгких танков БТ-5 — 8 шт., БТ-7 — 42 шт., лёгких танков Т-26 химических (огнемётных) — 8 шт., малых плавающих танков (танкеток) Т-37А линейных — 9 шт., Т-37А радийных (имеющих рацию) — 7 шт., танкеток Т-27 — 4 шт., всего танков — 88 шт.; бронеавтомобилей БА-10 — 10 шт., ФАИ — 3 шт., БАИ и БА-3 — 2 шт., всего бронеавтомобилей — 5 шт.
В 1936 году по призыву Политуправления округа в стахановское движение включаются соединения и части округа. Звание стахановца присваивалось подразделениям, частям и соединениям, которые отлично изучили боевую технику, берегли военное имущество, экономили горючие и смазочные материалы.
12 сентября
Шепетовские манёвры. 12 −15 сентября 1936 17-я мбр участвовала в окружных тактических учениях. Цель учений — совершенстввание боевой подготовки войск. Учения проходили в районе г. Шепетовка Винницкой области, г. Бердичев, г. Житомир. В учениях принимали участие соединения, сформированные в 1936 году. Руководитель учений был командарм 1 ранга И. Э. Якир, его заместителем был помощник командующего войсками округа по кавалерии комкор Тимошенко С. К. Партийно-политической работй на учениях руководил армейский комиссар 2 ранга Амелин М. П.. Штаб руководства возглавлял начальник штаба округа комдив Бутырский В. П.
Участники: с одной стороны — 7-й кавалерийский корпус (2-я, 23-я, 26-я кавдивизии) с приданными ему 15-й, 17-й механизированными бригадами и 135-й стрелково-пулемётной бригадой, 35-й истребительной авиаэскадрильей; с другой стороны — 8-й стрелковый корпус (44-я и 100-я стрелковые дивизии и 3-я кавалерийская дивизия) с придаными ему 12-й и 22-й механизированными бригадами, 34-й истребительной авиаэскадрильей. В стрелковых дивизиях и механизированных бригадах было 450 танков. В авиаэскадрилиях было 56 самолётов.
На манёврах войска отрабатвали вопросы наступательного боя и организации подвижной обороны в условиях лесисто-болотистой местности, организации и проведения марша кавалерийского корпуса в предвидении встречного боя с конно-механизированной группой противника, прорыва оборонительной полосы с преодолением водной преграды, ведения подвижной обороны и управления войсками.
14 сентября. Механизированные части вели «бой» в сложных условиях. За два дня в ход совершения манёвра они прошли до 100 км.
За прошедшие годы бригада имела отличные показатели в боевой и политической подготовке. За большие успехи, достигнутые в освоении боевой техники, Совет Народных Комиссаров СССР наградил орденом Красной Звезды командира бригады А. В. Куркина и начальника политического отдела бригады И. К. Левушкина.
1937 год:
10 мая должности заместителей командиров по политической части упразднены, а введены должности военных комиссаров.
22 сентября образована Каменец-Подольская область.
1938 год:
26 июля 1938 Главный Военный совет Красной Армии Киевский военный округ преобразовал в Киевский Особый военный округ и создал в округе армейские группы. В автобронетанковых войсках проведены перенумерация и переименование соединений и переход их на новые штаты. 17-я механизированная бригада стала называться 23-я легкотанковая бригада. Бригада вошла в состав Винницкой армейской группы.